# 小泉栄子
小泉 栄子（こいずみ えいこ、現姓:山田、1973年9月1日 - ）は、日本のプロビーチバレー選手（元インドアバレーボール選手）。

## 来歴
岡山県生まれ、兵庫県明石市出身。中学校1年生からバレーボールを始め、県代表として全国大会に出場。氷上高校時代、主将として1991年春高バレー優勝を経験した。
1992年、イトーヨーカドーに入団。1997年、1998年Vリーグオールスター戦に出場した。
1999年、東北パイオニアに移籍。斎藤真由美、内田役子らと共にVリーグ昇格の原動力となった。
2002年にインドアから引退。地元に戻り、OLやスポーツインストラクターなどを経て、2005年からビーチバレーを始める。以来田中姿子とペアを組み、国内外を転戦中。2006年ドーハ・アジア大会 銀メダル。
2008年よりデンカエレクトロン株式会社と専属契約を結ぶ。2009年は周藤玲美とペアを組む。
その後結婚、出産したが、2014年7月のJVAビーチバレーボールシリーズA大洗大会で田中姿子とペアを組んで現役復帰し、5位タイに入賞した。

## 人物・エピソード
- パイオニアで付けていた背番号33は、引退後サポーターズナンバーとなっていた。

## 球歴

### ビーチバレー
2005年　
- ファイテンJBVジャパンツアー2005 年間総合優勝

2006年
- ジャパンレディース2006 優勝
- マーメイドカップ2006 優勝
- ファイテンJBVジャパンツアー2006　優勝4回、準優勝1回（年間総合優勝）
- ドーハ・アジア大会 銀メダル

2008年
- ファイテンJBVツアー2008第1戦霧島酒造オープン 優勝

## 所属チーム
- 兵庫県立氷上高等学校
- イトーヨーカドープリオール（1992-1999年）
- 東北パイオニア/パイオニアレッドウィングス（1999-2002年）
- ビーチバレー（2005年-）